# João Guilherme (futebolista)
João Guilherme Leme Amorim (Bilac, 21 de Abril de 1986) é um ex-futebolista brasileiro que atuava como zagueiro.
Já jogou no Sport Club Internacional, e atualmente atua pelo Bangu.
Antes de João Guilherme ir jogar no Internacional de Porto Alegre, ele atuou mais de um ano na Escolinha de Futebol da Associação Ferroviária de Esportes, de Araraquara, onde jogou como quarto-zagueiro e volante, tendo disputado vários campeonatos da categoria infantil, inclusive o campeonato estadual, tendo como técnicos Furilli e Renatinho. A Escolinha da Ferroviária conheceu João Guilherme num torneio disputado na cidade de Guarulhos, onde ele  se destacou. Com anuência de seus pais e do diretor Edmilson da Escolinha de Futebol de Bilac, João Guilherme foi para a Ferroviária por intermédio do coordenador Del Grande. [carece de fontes?]

## Títulos
Seleção Brasileira
- Campeonato Mundial Sub-17: 2003

APOEL
- Campeonato Cipriota: 2013–14, 2014–15, 2015–16[1]
- Copa do Chipre: 2013–14, 2014–15[1]
- Supercopa do Chipre: 2013[1]